# Єленін (Нижньосілезьке воєводство)
Єленін (пол. Jelenin, нім. Hirschwaldau) — село в Польщі, у гміні Борув Стшелінського повіту Нижньосілезького воєводства.
Населення — 134 особи (2011).
У 1975-1998 роках село належало до Вроцлавського воєводства.

## Демографія
Демографічна структура станом на 31 березня 2011 року:
|          | Загалом | Допрацездатний вік | Працездатний вік | Постпрацездатний вік |
| -------- | ------- | ------------------ | ---------------- | -------------------- |
| Чоловіки | 65      | 10                 | 47               | 8                    |
| Жінки    | 69      | 14                 | 40               | 15                   |
| Разом    | 134     | 24                 | 87               | 23                   |